# 松山湖隧道
松山湖隧道是中国大陆最长的铁路隧道，位于中华人民共和国广东省东莞市广惠城际铁路道滘站至常平东站地下区间，全长38.8千米。

## 历史
- 2013年10月18日，松山湖隧道白马至电力井左线盾构区间贯通[6]。
- 2016年6月6日，松山湖隧道右线全线贯通[7]。
- 2016年11月16日，松山湖隧道左线全线贯通[8]。
- 2017年12月28日，松山湖隧道随广惠城际铁路道滘至常平东段开通而启用[9][10][11][12]。